# شبيلدورف
نادي شبيلدورف للرياضة البدنية (بالألمانية: Verein für Bewegungsspiele Speldorf e.V.) نادي كرة قدم ألماني يلعب في دوري الدرجة السادسة. تم تأسيس النادي في سنة 1919 .